# Unione Sportiva Cremonese
La Unione Sportiva Cremonese, comunament coneguda com a Cremonese, és un club de futbol italià amb seu a Cremona, Llombardia, que juga a la Serie A.

## Història

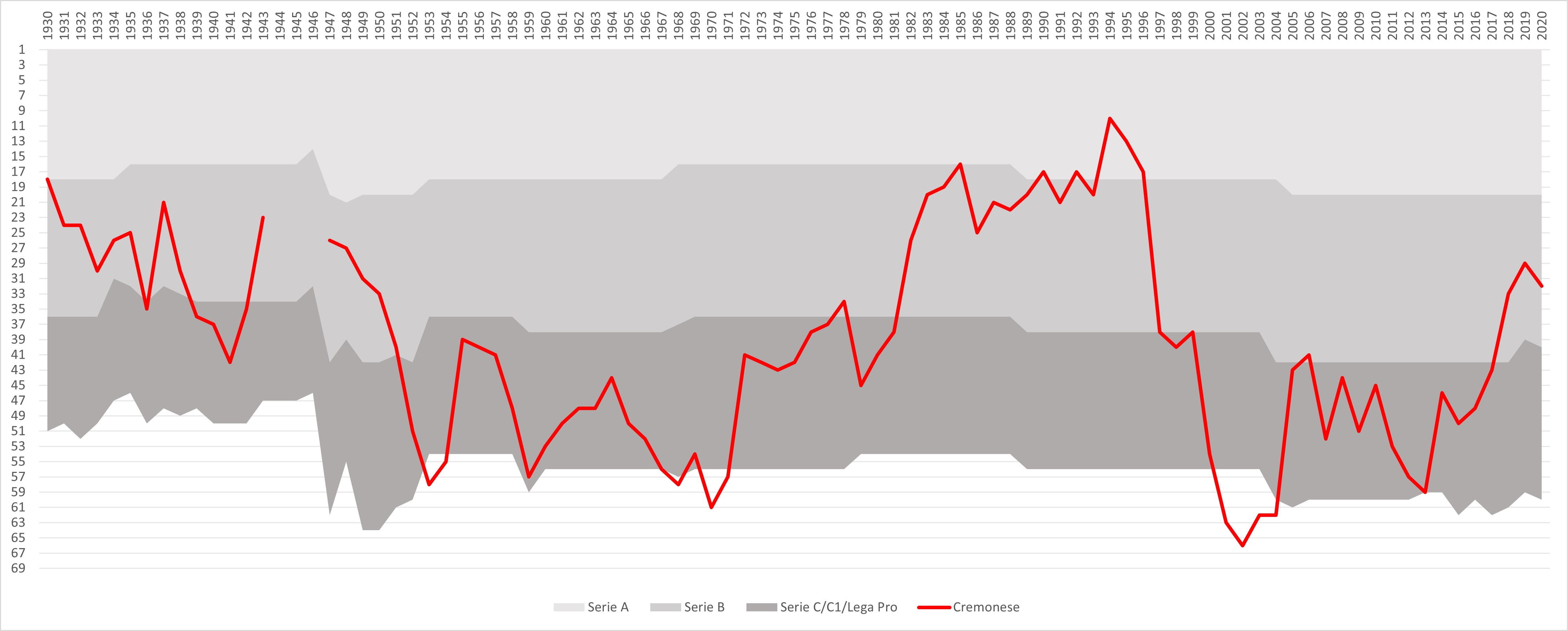
El rendiment de la Cremonese a l'estructura de la lliga de futbol italiana des de la primera temporada d'una Sèrie A unificada (1929–30).

El Cremonese va estar a la Sèrie A en la seva primera temporada, 1929–30, però va entrar en un llarg període de decadència, i va jugar a les lligues inferiors abans de finals de la dècada de 1970. El 1984, havien aconseguit l'ascens a la Sèrie A, amb períodes d'un any en 1984–85, 1989–90 i 1991–92.
El Cremonese va tenir una ratxa reeixida a la Copa Anglo-Italiana 1992–93, guanyant el Bari per 4–1 a la semifinal, i el Derby County per 3–1 a la final a l'antic estadi de Wembley. Els golejadors del Cremonese van ser Corrado Verdelli, Riccardo Maspero i Andrea Tentoni, amb el gol del Derby marcat per Marco Gabbiadini.
Sota Luigi Simoni, el Cremonese va tornar a la Sèrie A la temporada 1993–94. Amb un equip amb qualitat com els defensors Luigi Gualco i Corrado Verdelli, el migcampista Riccardo Maspero i els davanters Andrea Tentoni i Matjaž Florijančič, el Cremonese es va mantenir a la Sèrie A amb un desè lloc la 1993–94, però baixaria de categoria la temporada 1995-96.
El descens va provocar la decadència del club, que va caure en picat a la Sèrie C2 el 2000, abans d'aconseguir successius ascensos a la Sèrie B el 2005. Giovanni Dall'Igna, un altre defensa dels anys de la Sèrie A, ha tornat des d'aleshores al club. Tanmateix, el Cremonese va descendir a la Sèrie C1 la temporada 2005-06. El Cremonese ha intentat tornar a la Sèrie B des d'aleshores: va fer un bon intent la temporada 2009-10, quan va ser derrotat pel Varese a la final del play-off d'ascens (2-1 global). Finalment ho van aconseguir el 2017. A la Sèrie B 2021–22, Cremonese va acabar segon per aconseguir l'ascens a la Sèrie A 2022–23. Tot i aconseguir l'ascens, l'entrenador Fabio Pecchia va renunciar al seu càrrec.

## Ascensos i descensos
| Sèrie                                                       | Anys | Darrer  | Promocions                                                 | Descensos                                    |
| ----------------------------------------------------------- | ---- | ------- | ---------------------------------------------------------- | -------------------------------------------- |
| A                                                           | 8    | 2022–23 | -                                                          | 5 (1930, 1985, 1990, 1992, 1996)             |
| B                                                           | 31   | 2021–22 | 5 (1984, 1989, 1991, 1993, 2022)                           | 7 (1935, 1938, 1951, 1978, 1997, 1999, 2006) |
| C C2                                                        | 43 4 | 2016–17 | 7 (1936, 1942, 1977, 1981, 1998, 2005, 2017) · 1 (2004 C2) | 1 (1999 C1) · 3 (1952, 1967, 1969)           |
| 86 dels 91 anys de futbol professional a Itàlia des de 1929 |      |         |                                                            |                                              |
| D                                                           | 5    | 1970–71 | 3 (1954, 1968, 1971)                                       | Mai                                          |

## Jugadors

### Jugadors històrics destacats
Categoria principal: Futbolistes de la US Cremonese
Alguns dels jugadors famosos que van jugar al Cremonese inclouen:
- Antonio Cabrini
- Enrico Chiesa
- Giovanni Dall'Igna
- Giuseppe Favalli
- Riccardo Maspero
- Michelangelo Rampulla
- Corrado Verdelli
- Gianluca Vialli
- Pasquale Vivolo
- Gustavo Dezotti
- John Aloisi
- Juary
- Władysław Żmuda
- Matjaž Florijančič
- Anders Limpar